# 普拉姆瓦利 (密蘇里州)
普拉姆瓦利（英語：Plum Valley）是位於美國密蘇里州德克薩斯縣的鬼鎮。

## 歷史
普拉姆瓦利的郵局於1858年設立，其後於1910年停運。

## 地理
普拉姆瓦利所處的海拔為高於海平面403米（即1322英呎），而該地所採用的時區為UTC-6，即北美中部時區（CST）。同時該地設有夏令時間，為UTC-6調快一小時，即UTC-5（CDT）。